# Сьлеповоля
Сьлеповоля (пол. Ślepowola) — село в Польщі, у гміні Могельниця Груєцького повіту Мазовецького воєводства.
Населення — 189 осіб (2011).
У 1975—1998 роках село належало до Радомського воєводства.

## Демографія
Демографічна структура станом на 31 березня 2011 року:
|          | Загалом | Допрацездатний вік | Працездатний вік | Постпрацездатний вік |
| -------- | ------- | ------------------ | ---------------- | -------------------- |
| Чоловіки | 101     | 14                 | 79               | 8                    |
| Жінки    | 88      | 17                 | 50               | 21                   |
| Разом    | 189     | 31                 | 129              | 29                   |